# 马雷斯梅
马雷斯梅（西班牙語：El Maresme），是西班牙加泰罗尼亚巴塞罗那省的一个县。总面积398.9平方公里，总人口426565（2009年），人口密度1069人/平方公里。行政中心位于马塔罗。